# Засс, Григорий Христофорович
Григорий Христофорович фон Засс (нем. Georg Otto Ewald Freiherr von Saß; 1797—1883) — русский военный деятель, барон, генерал от кавалерии, основатель городов Лабинск, Курганинск, Армавир и станиц Зассовская, Вознесенская, Чамлыкская. Известен также как отец-основатель в освоении земель Предкавказья. Является организатором геноцида черкесов.

## Биография
Родился в 1797 году (19 или 29 апреля). Происходил из вестфальского баронского рода Засс.
В 1813 году поступил на службу юнкером в Гродненский гусарский полк. В том же году в ходе Заграничного похода отличился в сражениях под Дрезденом, Кульмом и Лейпцигом. В следующем году сражался с французами под Бриенном, Бар-сюр-Обом, Арси-сюр-Обом, Фер-Шампенуазом и Парижем. В 1815 году участвовал во втором походе во Францию, 29 августа был на знаменитом смотре в Вертю.
По окончании войны зачислен в Псковский кирасирский полк, дислоцированный в Сувалках.

## НаКавказе
11 сентября 1820 года Засс был переведён в Нижегородский драгунский полк, дислоцированный на Лезгинской линии. В начале 1822 года принял участие в походе в Джарскую область. В 1826 году Засс покидает кавалерию и поступает на службу в 43-й егерский полк, а затем переходит в Навагинский пехотный полк и принимает участие в русско-турецкой войне 1828—1829 годов, за отличие в которой получил чин подполковника.
16 ноября 1830 года назначен командиром Моздокского казачьего полка. В 1831—1832 годах принимал с ним участие в экспедициях против горцев Восточного Кавказа и прошёл почти всю Чечню и часть Дагестана. 23 августа 1832 года в бою под Герменчуком был ранен при штурме завалов, за что получил чин полковника.
В июле 1833 года он был назначен командующим Баталпашинского участка Кубанской линии. В августе предпринял первую экспедицию на неприятельскую территорию. Заблаговременно узнав от своих лазутчиков, что около 100 черкесов скрывается на левом берегу Кубани, он быстро собрал отряд в 350 казаков, форсировал реку и стремительным маршем, 80 вёрст за сутки, настиг и полностью разгромил отряд черкесов. В августе — октябре совершил ещё несколько закубанских экспедиций. Желая отодвинуть черкесов как можно дальше от кордонной линии, систематически уничтожал их аулы вблизи Кубани и Лабы и прокладывал просеки по берегам Лабы и Ходзи.
В ноябре предпринял нападение на бесленеевцев за реку Лабу. Собрав отряд из 800 пехотинцев и 400 конных казаков при 6 лёгких орудиях, неожиданно напал на аул князя Айтека Конокова и разорил его. На обратном пути к переправе через Лабу отряд был атакован отрядом из 2 тысяч бесленеевцев, абадзехов и кабардинцев во главе Айтеком Коноковым. Горцы подожгли на пути отступающих русских сухую траву и камыш. Однако Засс приказал выжечь для своего отряда площадку и обезопасил себя от огня. Когда неприятель подошёл ближе, его встретили картечью. Обратив горцев в бегство, Засс быстро дошёл до Лабы и, не останавливаясь на ночлег, при свете костров начал переправу. В этом походе Засс потерял только 1 солдата убитым и 14 ранеными. В середине декабря Засс разорил два бесленеевских аула.
В 1834—1835 годах продолжал совершать регулярные набеги на аулы абадзехов, бесленеевцев, карачаевцев, шапсугов и кабардинцев. В 1835 году назначен командующим всей Кубанскою линии. В 1836 году получил чин генерал-майора.
В 1840 году был произведён в генерал-лейтенанты и назначен начальником правого фланга Кавказской линии. Приступил к реорганизации Лабинской линии по проекту, который составил ещё в 1836 году. В начале 1840—1841 годах им были основаны станицы Вознесенская, Урупская, Чамлыкская и Лабинская, между станицами располагались укреплённые посты.
Основанное им укрепление Арджинское впоследствии было переименовано в Зассовское.
В 1842 году покинул Кавказ.

### Стратегия и тактика Засса на Кавказе
Основной тактикой Засса было непропорциональное возмездие за нападения. В ответ на небольшие атаки черкесов он мог начать «карательную экспедицию», которая заканчивалась уничтожением десятков деревень в течение года. По его мнению, единственный способ справиться с черкесами — это запугать их. Засс стремился психологически «терроризировать» черкесов, держа народ в постоянном страхе. Он использовал методы, основанные на этой идее: сжигание людей заживо, сбор голов, насаживание их на пики, закапывание детей заживо, сожжение деревень, распространение эпидемий и массовые изнасилования. Засс обладал коллекцией отрезанных частей тел черкесов. Таким образом, он пытался посеять страх и шок среди черкесов, вынуждая их сдаться. Благодаря успеху этого метода он был назначен главнокомандующим и получил полные полномочия.
Засс понимал исключительную важность информации о противнике и уделял огромное внимание организации разведки. Он тратил значительные средства, порой свои личные, на оплату осведомителей и лазутчиков, собирая буквально по крупицами информацию о намерениях и планах противника. Организовал сторожевую службу, приказал перекопать некоторые лесные тропы, ведущие к берегу Кубани, и выставить казачьи пикеты у бродов. Во время рейдов на черкесскую территорию никогда не забывал о задачах разведки — его люди тщательно исследовали все лесистые балки, которые могли служить укрытием неприятелю. Он старался всегда быть в курсе происходящего у противника, ориентироваться в обстановке и знать врага буквально в лицо. В своих реляциях он педантично перечислял по именам знатных горцев, убитых в бою или взятых в плен.
Придавал очень большое значение фактору внезапности. Стратегия Засса состояла в перехвате и удержании инициативы, терроризировании противостоявших ему черкесов постоянными набегами, рейдами и разорением черкесских поселений. Получив от своей великолепно организованной разведки информацию о готовящемся набеге черкесов, Засс внезапно атаковал, часто не давая противнику даже возможности собраться в условленном месте. Одержав победу, Засс обычно сжигал для острастки несколько аулов, захватывал скот и лошадей и так же стремительно уходил на русский берег Кубани.
Огромное значение Засс уделял воздействию на моральное состояние противника. В его рапортах часто встречались сообщения: «аул истреблён до основания», «сопротивляющиеся вместе с аулом преданы огню и мечу», «в пламени аула погибли жители» и т. д. В разговоре с декабристом Лорером фон Засс сказал: «Россия хочет покорить Кавказ во что бы то ни стало. С народами, нашими неприятелями, чем взять, как не страхом и грозой?… Тут не годится филантропия, и Ермолов, вешая беспощадно, грабя и сожигая аулы, только этим и успевал более нашего. Ещё до сих пор имя его с трепетом произносится в горах, и им пугают маленьких детей». Также Лорер упоминает, что «в поддержание проповедуемой Зассом идеи страха на нарочно насыпанном кургане у Прочного Окопа при Зассе постоянно на пиках торчали черкесские головы, и бороды их развевались по ветру».
Храбрость, удачливость и особенно невероятная осведомлённость Засса о делах противника снискала ему среди горцев славу человека, связанного с потусторонними силами. Сам Засс всячески старался подобные слухи поддерживать, используя суеверия черкесов и их слабую осведомлённость о новейших технических достижениях. При помощи зеркал, панорамы, электрической машины, музыкальных табакерок и подобных предметов он сильно действовал на воображение горцев, демонстрируя им всю тщетность борьбы. Применяя различные фокусы, он сумел убедить черкесов, что неуязвим для пуль, умеет обращать порох в золото и т. п.
В 1838 году Засс распустил слухи о своей тяжёлой болезни, а затем изобразил собственную смерть, чем ослабил бдительность черкесов. В ту же ночь внезапно «воскресший» Засс произвёл набег и уничтожил два аула.

## Последние годы
Женился 25 мая 1844 года на дочери К. М. Цёге-фон-Мантейфеля Вильгемине, которая спустя три года умерла.
В 1848 году вышел в отставку. В следующем году вновь вернулся в строй и принял участие в Венгерском походе для подавления революции 1848—1849 годов. Его солдаты первыми вторглись в Венгрию до интервенции (16 мая), после чего он командовал авангардом 3-го корпуса, участвовал в сражениях под Вацем и Дебреценом. Впрочем, в первом из этих сражений у него не было шансов против подавляющего артиллерийского превосходства двух венгерских корпусов, его силы понесли заметные потери, и сам Засс был отстранён от командования авангардом и получил отдельный отряд для наблюдения за армией Гёргея. По возвращении в Россию вновь вышел в отставку.
В 1864 году в знак признания его заслуг император Александр II приказал зачислить Засса на службу; состоял по Кавказской армии с зачислением в запас; в 1877 году произведён в генералы от кавалерии.
Умер 4 (16) декабря 1883 года в приобретённом им поместье Шеден (латыш. Šķēde) в Курляндской губернии, где и был похоронен.

## Оценки
Именем Засса черкесские матери пугали своих детей. Его неустрашимость и невероятная осведомленность о делах противника принесла ему среди горцев славу человека, связанного с потусторонними силами. Они звали Засса «шайтаном», он же умело пользовался суеверием представителей кавказских народов для достижения своих целей.
В 2003 году в Армавире (Краснодарский край) был открыт памятник генералу Зассу, как основателю города. Установка памятника вызвала резко негативную реакцию черкесского общества.

## Награды
- Знак отличия Военного ордена (1813)
- Орден Святой Анны 4-й степени (1814)
- Орден Святой Анны 3-й степени с бантом (1826)
- Орден Святого Владимира 4-й степени с бантом (1829)
- Орден Святой Анны 2-й степени (1832)
- Орден Святого Владимира 3-й степени (1834)
- Орден Святого Станислава 1-й степени (1837)
- Орден Святого Георгия IV класса за 25 лет службы в офицерских чинах (29 ноября 1837)
- Орден Святой Анны 1-й степени (1840)
- Золотая сабля с надписью «За храбрость» (29 июня 1834)

## Память
- В августе 1904 года его имя было присвоено 1-му Лабинскому полку Кубанского казачьего войска.
- В 2003 году в Армавире был установлен бюст (скульптор А. М. Горбатов).